# Eugenia thollonii
Eugenia thollonii är en myrtenväxtart som beskrevs av Gerda Jane Hillegonda Amshoff. Eugenia thollonii ingår i släktet Eugenia och familjen myrtenväxter.
Artens utbredningsområde är Gabon. Inga underarter finns listade i Catalogue of Life.